# Isländische Badmintonmeisterschaft 1964
Die Isländische Badmintonmeisterschaft 1964 fand in Reykjavík statt. Es war die 16. Auflage der nationalen Titelkämpfe von Island im Badminton.

## Titelträger
| Disziplin    | Sieger                                         |
| ------------ | ---------------------------------------------- |
| Herreneinzel | Óskar Guðmundsson                              |
| Dameneinzel  | nicht ausgetragen                              |
| Herrendoppel | Garðar Alfonsson Óskar Guðmundsson             |
| Damendoppel  | Halldóra Thoroddsen Jónína Nieljóhníusardóttir |
| Mixed        | Óskar Guðmundsson Hulda Guðmundsdóttir         |